# La Rue aux trois poussins
La Rue aux trois poussins est un recueil de nouvelles de Georges Simenon paru en 1963 aux Presses de la Cité.
Ces 14 nouvelles ont été écrites en France entre la Vendée et la Charente-Maritime durant la Seconde Guerre mondiale (1939-1945). Seule la nouvelle Les Demoiselles Queue-de-Vache n’a pas été prépubliée dans la presse. Ce recueil contient la nouvelle intitulée Le Matin des trois absoutes qui constitue la première version de la nouvelle Le Témoignage de l’enfant de chœur, publiée dans le recueil Maigret et l'Inspecteur malgracieux.

## Liste des nouvelles du recueil
- La Rue aux trois poussins[1]
  - La vie de M. Bastien a été bouleversée parce qu’il a aidé une femme à décoincer sa porte, qu’un gamin du quartier l’a vu et l’a raconté à son fils, qui l’a répété à sa mère.
- Le Comique du « Saint-Antoine »[2]
  - C’est toujours la même chose : chaque fois que don bateau revient de Terre-Neuve, Petit-Louis se jure de rester sobre, d’autant plus que cette fois-ci il doit épouser Marguerite dans quatre jours. Mais hélas… Alors, il propose à Jacques, qui a un nom proche du sien, de prendre sa place à la cérémonie pendant qu’il se rembarque.
- Le Mari de Mélie[3]
  - Après vingt-six ans, le mari de Mélie la poissonnière est revenu, sans un sou. Elle voulait d’abord le chasser, puis lui propose de s’occuper de la vente au marché, avant de s’apitoyer de ses grimaces de souffreteux et de l’installer à ses frais dans une pension, à condition qu’il évite son magasin, qui est aussi sa maison.
- Le Capitaine du Vasco[4]
  - Le capitaine du Vasco trouve son chef mécanicien répugnant, avec sa manie de se goinfrer de tous les animaux et poissons de la brousse, et de faire monter des négresses dans sa cabine. Cela fait vingt ans qu’ils naviguent ensemble. Mais quand ils sont chacun sur un navire différent, il se prend à le regretter.
- Le Crime du Malgracieux[5]
  - Quand Chincholle le Malgracieux fit visiter la villa, il s’aperçut qu’il y avait dans un placard le cadavre du locataire précédent,  celui qui aurait dû être à Rome avec sa femme bien plus jeune que lui et son secrétaire. L’enterrer dans le jardin n’est déjà pas facile, mais estimer jusqu’à quel montant pousser son chantage l’est encore plus.
- Le Docteur de Kirkenes[6]
  - Mineur à Kirkenes, Anders apprend par un télégramme la mort de sa femme. Il n’y a pas de bateau avant huit jours. Ce qu’il lui faut, c’est de l’alcool pour tenir ces huit jours. Seul le docteur Troms peut lui en délivrer en lui rédigeant une ordonnance, mais il refuse. Alors Anders commet l’irréparable.
- La Piste du Hollandais[7]
  - Si Cornelius Mops tenait à tout prix à occuper la chambre 125, c’était pour accomplir la mission qu’une connaissance de rencontre lui avait confiée : récupérer le produit d’un vol de bijoux. Et quand il voit qu’elle ne se libère décidément pas, il ne lui reste qu’à tenter de séduire son occupante. Pour s'apercevoir que les bijoux n’avaient jamais existé, et que le dépôt de garantie qu’il avait laissé en échange s’était envolé.
- Les Demoiselles de Queue-de-Vache
  - On ramasse les moules, on trait les vaches. Et quand on est un enfant naturel et qu’on se marie, on veut savoir d’où l’on vient. Comme Jean, qui a toujours soupçonné que l’une des deux tantes qui l’ont élevé était en réalité sa mère. Mais les tantes ne répondent pas à ses questions. Seule Marie, sa promise, sait, mais elle ne dira rien.
- Le Matin des trois absoutes[8]
  - Le petit Georget sert la messe de six heures à la chapelle de l’hôpital. Un matin où sont prévus trois enterrements, un inconnu lui demande de laisser une porte ouverte, et lui promet un vélo en échange. Le journal lui apprend que la chaussure d’un braqueur de banque, mort de ses blessures, a été dérobée, sans doute celle qui contenait le plan du lieu où était caché le magot. Un vélo tout neuf l’attendait devant chez lui.
- Le Naufrage de « l’Armoire à glace »[9]
  - Il y a vingt-cinq ans, Mimile avait dénoncé Jules pour le meurtre d’un encaisseur, et s’était approprié l’argent volé. Mais Jules, évadé du bagne, ne semble pas lui en tenir rancune. Ou bien Mimile a-t-il rêvé sa visite amicale, avant de mourir d’une balle de révolver, pendant qu’il pêchait sur son bateau ?
- Les Mains pleines[10]
  - Afin de se faire accepter dans la Résistance, il vient les mains pleines : le fusil et le revolver pris au motocycliste allemand qu’il a tué, et quatre paires de chaussures échangées contre les deux pneus de la moto.
- Nicolas[11]
  - Nicolas, qui ne sait où dormir ni où coucher, a trouvé refuge chez son ami Paul. Ou plutôt chez la tante qui le loge, mais en cachette de celle-ci. Cela dure quelque temps, jusqu’à ce que la tante le découvre et lui propose formellement l’hospitalité. Mais Nicolas s’en va : il n’y voit plus d’attrait.
- Annette et la Dame blonde[12]
  - Annette s’est jurée d’avoir Maurice, et de l’arracher à la dame blonde. Pour commencer, elle rentre dans sa chambre, déchire ses robes et découpe en morceaux son manteau de vison (ou de lapin ?). Puis elle se constitue prisonnière, réclame Maurice comme avocat, mais ne réussit qu’à se faire consigner dans sa chambre par sa mère, qui voudrait bien la marier à Bernard. Mais sans doute se jeter dans le port inquiétera suffisamment Maurice pour qu’il s’intéresse enfin à elle.

## Éditions
- Édition originale : Presses de la Cité, 1963
- Tout Simenon, tome 12, Omnibus, 2003  (ISBN 978-2-258-06053-1)
- Livre de poche, n° 47776, 2014  (ISBN 978-2-253-00446-2)
- Nouvelles secrètes et policières, tome 2, 1938-1953, Omnibus, 2014  (ISBN 978-2-258-10751-9)

## Adaptations
- Annette et la dame blonde, film français de Jean Dréville, avec Louise Carletti, Mona Goya et Rosine Luguet, 1942